# Reichstagswahlkreis Regierungsbezirk Königsberg 4

Die Wahlkreisaufteilung des Deutschen Reichs.

Der Reichstagswahlkreis Provinz Ostpreußen – Regierungsbezirk Königsberg 4 (Wahlkreis 4; Wahlkreis Fischhausen-Königsberg-Land) war ein Wahlkreis für die Reichstagswahlen im Deutschen Reich und im Norddeutschen Bund von 1867 bis 1918.

## Wahlkreiszuschnitt
Der Wahlkreis umfasste den Landkreis Fischhausen und den Landkreis Königsberg i. Pr. Daneben gehörte zum Wahlkreis vom Landkreis Labiau die Gutsbezirke Julienhöhe und Willmanns und vom Stadtkreis Königsberg in Preußen die früheren Landgemeinden Ponarth, Tragheinesdorf, Vorderhufen und die früheren Gutsbezirke Karolinenhof, Mühlenhof, Neue Bleiche, Rosenau, Löbenicht´scher Ziegelhof sowie Teile der Gemeinden Schönfließ, Lawsken, Kalthof und Mittelhufen und Teile der Gutsbezirke Amalienau, Groß-Rathshof, Liep und Speichersdorf.
| Jahr | Einwohner |
| ---- | --------- |
| 1890 | 106.934   |
| 1895 | 110.297   |
| 1900 | 115.268   |
| 1905 | 120.543   |
| 1910 | 128.465   |

|      | Landwirtschaft | Industrie und Gewerbe | Handel und Dienstleistungen |
| ---- | -------------- | --------------------- | --------------------------- |
| 1895 | 65,0           | 17,7                  | 17,3                        |
| 1907 | 50,2           | 24,5                  | 25,3                        |

|      | Evangelisch | Katholisch |
| ---- | ----------- | ---------- |
| 1890 | 97,7        | 1,0        |
| 1905 | 97,0        | 1,3        |
| 1910 | 96,4        | 1,7        |

## Abgeordnete
| Wahl                                 | Abgeordneter                        | Partei                     | Bild |
| ------------------------------------ | ----------------------------------- | -------------------------- | ---- |
| Reichstagswahl Februar 1867 bis 1874 | Otto Karl von Hüllessem-Meerscheidt | Konservative Partei        | 0    |
| Reichstagswahl 1874 bis 1876         | Alfred Siegfried                    | NLP                        | 0    |
| Ergänzungswahl 1876 bis 1877         | Anton von der Goltz                 | Konservativ                | 0    |
| Reichstagswahl 1877 bis 1881         | Otto Tortilowicz von Batocki-Friebe | Konservativ                |      |
| Reichstagswahl 1881 bis 1903         | August von Dönhoff                  | Deutschkonservativ         |      |
| Reichstagswahl 1903 bis 1912         | Richard zu Dohna-Schlobitten        | Deutschkonservative Partei |      |
| Reichstagswahl 1912 bis 1918         | Franz Bartschat                     | FVP                        |      |

## Wahlen

### 1867 (Februar)
Es fand nur ein Wahlgang statt.
| Kandidat                            | Partei      | Stimmen | in % | Anmerkungen |
| ----------------------------------- | ----------- | ------- | ---- | ----------- |
| Otto Karl von Hüllessem-Meerscheidt | Konservativ | 8920    | 0    | 0           |

### 1867 (August)
Es fand nur ein Wahlgang statt.
| Kandidat                            | Partei      | Stimmen | in % | Anmerkungen |
| ----------------------------------- | ----------- | ------- | ---- | ----------- |
| Otto Karl von Hüllessem-Meerscheidt | Konservativ | 5850    | 0    | 0           |

### 1871
Es fand nur ein Wahlgang statt.
| Kandidat                            | Partei      | Stimmen | in % | Anmerkungen |
| ----------------------------------- | ----------- | ------- | ---- | ----------- |
| Otto Karl von Hüllessem-Meerscheidt | Konservativ | 4856    | 0    | 0           |
|                                     | F           | 3077    | 0    | 0           |
| Sonstige                            | 0           | 63      | 0    | 0           |

### 1874
Es fand nur ein Wahlgang statt.
| Kandidat         | Partei | Stimmen | in % | Anmerkungen |
| ---------------- | ------ | ------- | ---- | ----------- |
| Alfred Siegfried | NLP    | 4623    | 0    | 0           |
| Sonstige         | 0      | 24      | 0    | 0           |

### Ersatzwahl 1876
Nachdem Siegfried aus Gesundheitsgründen sein Mandat niedergelegt hatte, war eine Ersatzwahl am 24. April 1876 notwendig. Es fand nur ein Wahlgang statt.
| Kandidat            | Partei      | Stimmen | in % | Anmerkungen |
| ------------------- | ----------- | ------- | ---- | ----------- |
| Anton von der Goltz | Konservativ | 3443    | 0    | 0           |
|                     | NLP         | 3407    | 0    | 0           |
| Sonstige            | 0           | 25      | 0    | 0           |

### 1877
Es fand nur ein Wahlgang statt.
| Kandidat                            | Partei      | Stimmen | in % | Anmerkungen |
| ----------------------------------- | ----------- | ------- | ---- | ----------- |
| Otto Tortilowicz von Batocki-Friebe | Konservativ | 4645    | 0    | 0           |
|                                     | NLP         | 3723    | 0    | 0           |
| Sonstige                            | 0           | 57      | 0    | 0           |

### 1878
Es fand nur ein Wahlgang statt.
| Kandidat                            | Partei      | Stimmen | in % | Anmerkungen |
| ----------------------------------- | ----------- | ------- | ---- | ----------- |
| Otto Tortilowicz von Batocki-Friebe | Konservativ | 6374    | 0    | 0           |
|                                     | NLP         | 3066    | 0    | 0           |
| Sonstige                            | 0           | 104     | 0    | 0           |

### 1881
Es fand nur ein Wahlgang statt.
| Kandidat           | Partei      | Stimmen | in % | Anmerkungen |
| ------------------ | ----------- | ------- | ---- | ----------- |
| August von Dönhoff | Konservativ | 5899    | 0    | 0           |
|                    | F           | 5416    | 0    | 0           |
| Sonstige           | 0           | 14      | 0    | 0           |

### 1884
Die Zahl der Wahlberechtigten betrug 20.141 und die Zahl der abgegebenen Stimmen im ersten Wahlgang 12.348, von denen 38 ungültig waren. Die Wahlbeteiligung betrug 61,5 %. Es fand nur ein Wahlgang statt.
| Kandidat           | Partei      | Stimmen | in % | Anmerkungen |
| ------------------ | ----------- | ------- | ---- | ----------- |
| August von Dönhoff | Konservativ | 7527    | 0    | 0           |
|                    | F           | 4699    | 0    | 0           |
|                    | SPD         | 119     | 0    | 0           |
| Sonstige           | 0           | 3       | 0    | 0           |

### 1887
Die Zahl der Wahlberechtigten betrug 20.516 und die Zahl der abgegebenen Stimmen im ersten Wahlgang 13.364, von denen 51 ungültig waren. Die Wahlbeteiligung betrug 65,4 %. Es fand nur ein Wahlgang statt.
| Kandidat           | Partei      | Stimmen | in % | Anmerkungen |
| ------------------ | ----------- | ------- | ---- | ----------- |
| August von Dönhoff | Konservativ | 10.977  | 0    | 0           |
|                    | F           | 2187    | 0    | 0           |
|                    | SPD         | 187     | 0    | 0           |
| Sonstige           | 0           | 13      | 0    | 0           |

### 1890
Die Kartellparteien einigten sich auf einen Konservativen Kandidaten. Es fand nur ein Wahlgang statt. Die Zahl der Wahlberechtigten betrug 20.683 und die Zahl der abgegebenen Stimmen im ersten Wahlgang 12.780, von denen 66 ungültig waren. Die Wahlbeteiligung betrug 61,8 %.
| Kandidat           | Partei       | Stimmen | in % | Anmerkungen              |
| ------------------ | ------------ | ------- | ---- | ------------------------ |
| Kühn               | DF           | 3171    | 24,9 | Gutsbesitzer in Rogehnen |
| August von Dönhoff | Konservative | 7199    | 59,6 | 0                        |
| Carl Schultze      | SPD          | 2270    | 17,9 | 0                        |
| Sonstige           | 0            | 74      | 0,6  | 0                        |

### 1893
Es fand nur ein Wahlgang statt. Die Zahl der Wahlberechtigten betrug 21.441 und die Zahl der abgegebenen Stimmen im ersten Wahlgang 14.931, von denen 77 ungültig waren. Die Wahlbeteiligung betrug 69,6 %.
| Kandidat           | Partei       | Stimmen | in % | Anmerkungen |
| ------------------ | ------------ | ------- | ---- | ----------- |
| Kühn               | DVP          | 1304    | 8,8  | 0           |
| August von Dönhoff | Konservative | 9119    | 61,4 | 0           |
| Carl Schultze      | SPD          | 4400    | 29,6 | 0           |
| Sonstige           | 0            | 31      | 0,2  | 0           |

### 1898
Nachdem Dönhoff im Reichstag für die russische Handelsverträge gestimmt hatte, wurde ihm nahegelegt, die konservative Fraktion zu verlassen. Daher nominierten die Konservativen und der BdL bei dieser Wahl Dohna-Wundlaken. Dönhoff wurde von gemäßigten Konservativen und Anhängern der DR nominiert. Entsprechend dem provinzweiten Abkommen der beiden freisinnigen Parteien einigte man sich auf einen FVP-Kandidaten. Es fanden zwei Wahlgänge statt. Die Zahl der Wahlberechtigten betrug 22.805 und die Zahl der abgegebenen Stimmen im ersten Wahlgang 15.526, von denen 139 ungültig waren. Die Wahlbeteiligung betrug 68,1 %.
| Kandidat           | Partei       | Stimmen | in % | Anmerkungen                   |
| ------------------ | ------------ | ------- | ---- | ----------------------------- |
| Dohna-Wundlaken    | BdL          | 3739    | 24,3 | 0                             |
| Knischewski        | FVP          | 301     | 2,0  | 0                             |
| August von Dönhoff | Konservative | 4636    | 30,1 | 0                             |
| Franz Schnell      | SPD          | 6616    | 43,0 | Zigarrenhändler in Königsberg |
| Sonstige           | 0            | 95      | 0,6  | 0                             |

In der Stichwahl sprachen sich Freisinn und BdL für Dönhoff aus. Die Zahl der abgegebenen Stimmen in der Stichwahl betrug 17.207, von denen 79 ungültig waren. Die Wahlbeteiligung betrug 75,5 %.
| Kandidat           | Partei       | Stimmen | in % | Anmerkungen |
| ------------------ | ------------ | ------- | ---- | ----------- |
| August von Dönhoff | Konservative | 9715    | 56,7 | 0           |
| Franz Schnell      | SPD          | 7413    | 43,3 | 0           |

### 1903
Im Gegensatz zur letzten Wahl unterstützte der BdL den konservativen Kandidaten „aus patriotischen Gründen“, wenn man auch kritisierte, dass dieser aus dem BlD ausgetreten sei. Es fand nur ein Wahlgang statt. Die Zahl der Wahlberechtigten betrug 23.706 und die Zahl der abgegebenen Stimmen im ersten Wahlgang 18.644, von denen 73 ungültig waren. Die Wahlbeteiligung betrug 78,6 %.
| Kandidat                     | Partei       | Stimmen | in % | Anmerkungen             |
| ---------------------------- | ------------ | ------- | ---- | ----------------------- |
| Dr. Lichtenstein             | FVP          | 1195    | 6,4  | Justizrat in Königsberg |
| Richard zu Dohna-Schlobitten | Konservative | 9729    | 52,4 | 0                       |
| Otto Braun                   | SPD          | 7599    | 40,9 | 0                       |
| Sonstige                     | 0            | 48      | 0,3  | 0                       |

### 1907
BdL und Konservative einigten sich auf einen gemeinsamen Kandidaten der Konservativen. Die NLP und die FVP stellten einen gemeinsamen Kandidaten der FVP auf, der ankündigte, nach der Wahl keiner Fraktion beizutreten. Es fand nur ein Wahlgang statt. Die Zahl der Wahlberechtigten betrug 24.416 und die Zahl der abgegebenen Stimmen im ersten Wahlgang 21.288, von denen 84 ungültig waren. Die Wahlbeteiligung betrug 87,2 %.
| Kandidat                     | Partei                | Stimmen | in % | Anmerkungen                  |
| ---------------------------- | --------------------- | ------- | ---- | ---------------------------- |
| Richard zu Dohna-Schlobitten | Konservative          | 14.643  | 69,1 | 0                            |
| Otto Braun                   | SPD                   | 5316    | 25,1 | 0                            |
| Gustav Dombrowski            | Unabhängiger Bewerber | 1214    | 5,7  | Gärtnereibesitzer in Ponarth |
| Sonstige                     | 0                     | 31      | 0,1  | 0                            |

### 1912
Gemß dem provinzweiten Abkommen einigten sich NLP und FoVP auf den Kandidaten der FoVP. Es fanden zwei Wahlgänge statt. Die Zahl der Wahlberechtigten betrug 27.415 und die Zahl der abgegebenen Stimmen im ersten Wahlgang 22.822, von denen 66 ungültig waren. Die Wahlbeteiligung betrug 83,2 %.
| Kandidat                     | Partei       | Stimmen | in % | Anmerkungen |
| ---------------------------- | ------------ | ------- | ---- | ----------- |
| Franz Bartschat              | FoVP         | 7078    | 31,1 | 0           |
| Richard zu Dohna-Schlobitten | Konservative | 9358    | 41,1 | 0           |
| Albert Borowski              | SPD          | 6271    | 27,6 | 0           |
| Sonstige                     | 0            | 46      | 0,2  | 0           |

In der Stichwahl sprachen sich Freisinn und BdL für Dönhoff aus. Die Zahl der abgegebenen Stimmen in der Stichwahl betrug 22.350, von denen 71 ungültig waren. Die Wahlbeteiligung betrug 81,5 %.
| Kandidat                     | Partei       | Stimmen | in % | Anmerkungen |
| ---------------------------- | ------------ | ------- | ---- | ----------- |
| Franz Bartschat              | FoVP         | 12.112  | 54,4 | 0           |
| Richard zu Dohna-Schlobitten | Konservative | 10.167  | 44,6 | 0           |